# Swertia divaricata
Swertia divaricata är en gentianaväxtart som beskrevs av H. Smith. Swertia divaricata ingår i släktet Swertia och familjen gentianaväxter. Inga underarter finns listade i Catalogue of Life.